# James Cuthbert (père)
Pour les articles homonymes, voir Cuthbert.
James Cuthbert est né vers 1719 à Iverness en Écosse et mort le 17 septembre 1798 à Berthier-en-Haut (Berthierville). Militaire, homme politique et seigneur, il est l'un des plus importants propriétaires terriens de la province de Québec au 18e siècle.

## Biographie
James Cuthbert est né vers 1719 à Inverness en Écosse du couple formé d'Alexander et Béatrix Cuthbert,.
En 1749, il se marie à Margaret Mackenzie.
Sa carrière au sein de la marine britannique l'amène en Nouvelle-France en tant que capitaine et commandant d'infanterie. Il participe aux sièges de Louisbourg et de Québec à titre d'aide de camp de James Wolfe. Il est désigné par le général James Murray pour porter la nouvelle de la chute de Québec en Grande-Bretagne en 1759.En 1765, il quitte l'armée.,,
Le 7 mars 1765, il achète la seigneurie de Berthier et y fait construire un manoir.
En 1766, il se marie à Catherine Cairns avec qui il aura dix enfants (7 filles et 3 garçons). Ses fils James Cuthbert et Ross Cuthbert deviendront des hommes politiques.
Toujours en 1766, Cuthbert est nommé membre du Conseil de Québec et juge de paix par Murray. La même année, il participe à la création de la paroisse de Saint-Cuthbert en faisant don d'une terre à la fabrique pour permettre la construction d'une chapelle,. Il donne son nom à la nouvelle paroisse en l'honneur d'un de ses ancêtres. Considérant que la majorité des censitaires de Cuthbert sont catholiques, celui-ci fait preuve de tolérance religieuse. Il fournira à Saint-Cuthbert la pierre pour construire l’église en 1779. Il fournira aussi une peinture religieuse et deux cloches. Il donne également le terrain et les matériaux nécessaires à la construction de l'église de Sainte-Geneviève de 1782 à 1787.
De 1770 à 1781, il acquiert la seigneurie Du Sablé, dite Nouvelle-York, et une partie des seigneuries de La Noraye, D'Autray et de Maskinongé. Il fait l'acquisition de la seigneurie Dorvilliers après 1790,. Il sera également propriétaire d'une maison d'été à Beauport et de quelques propriété à Montréal,.
À la suite de l'Acte de Québec, il est nommé au Conseil législatif de la province de Québec le 3 janvier 1775.
L'invasion américaine de 1775-1776 cause beaucoup de dégâts à ses propriétés, son manoir est notamment incendié. Cuthbert lui-même est fait prisonnier et déporté à Albany, dans l'État de New York,. Après sa libération, il se rend en Angleterre, puis rentre au Canada en 1777 où il fera construire un nouveau manoir dans la seigneurie de Berthier,.
À son retour, il siègera à son poste de conseiller législatif obtenu en 1775. Il séjourne en Angleterre de 1781 à 1784. Cela entrainera des critiques de ses compères qui mèneront à son exclusion du Conseil législatif et à sa destitution de son poste comme juge de paix en 1786.
En 1785, son épouse Catherine Cairns décède à l'âge de 40 ans. L'année suivante, Cuthbert commandite la construction de l'église St. Andrew  pour y inhumer le corps. Considéré comme le premier lieu de culte protestant du Québec, ce lieu est aujourd'hui connu sous l'appellation chapelle des Cuthbert.

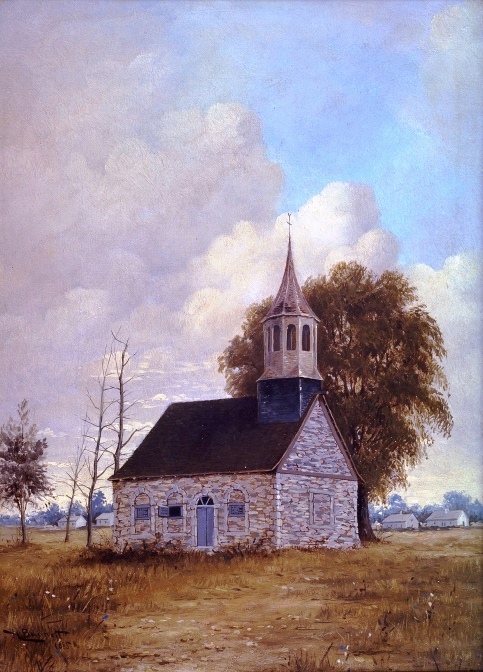
Peinture, Berthier-en-Haut, la première église protestante dans le Bas-Canada, Henry Richard S. Bunnett, 1885, Huile sur toile, 36.5 x 26.2 cm

Cuthbert se remarie en 1786 à Rébecca Stockton.
Il décède le 17 septembre 1798 à Berthier-en-Haut (Berthierville) et est inhumé sous la chapelle familiale. Ses possessions terriennes sont divisées entre ses trois fils. Alexander hérite des seigneuries de Maskinongé et de Du Sablé, Ross hérite de D'Autray et de Lanoraie et la seigneurie de Berthier revient à James Jr.
En 1866, lui et les membres de sa famille sont exhumés et enterrés dans le cimetière protestant rattaché à l'église Saint-James de Berthier.